# Joey
Joey – amerykański serial komediowy, spin-off serialu Przyjaciele.
Bohaterem jest Joey Tribbiani – aktor, który przyjeżdża do Hollywood, aby rozwijać swoją karierę. Wynajmuje mieszkanie, w którym zamieszkuje ze swoim siostrzeńcem, Michaelem. W nowym miejscu pomagają mu się zaaklimatyzować jego siostra Gina oraz sąsiadka Alex.

## Obsada
- Matt LeBlanc – Joey Tribbiani
- Drea de Matteo – Gina Tribbiani, siostra Joeya
- Paulo Costanzo – Michael Tribbiani, siostrzeniec Joeya
- Andrea Anders – Alexis „Alex” Garrett, sąsiadka Joeya, która wynajmuje mu mieszkanie
- Jennifer Coolidge – Roberta „Bobbie” Morganstern, agentka Joeya
- Miguel A. Núñez Jr. – Zach Miller, przyjaciel Joeya
- Adam Goldberg – Jimmy Costa, mąż Giny i ojciec Michaela

## Przegląd sezonów
| Seria | Seria | Odcinki | Pierwsza emisja        | Pierwsza emisja     | Pierwsza emisja      | Pierwsza emisja |
| Seria | Seria | Odcinki | Premiera serii         | Finał serii         | Premiera serii       | Finał serii     |
| ----- | ----- | ------- | ---------------------- | ------------------- | -------------------- | --------------- |
|       | 1     | 24      | 9 września 2004 (USA)  | 12 maja 2005 (USA)  | 6 października 2005  | 16 marca 2006   |
|       | 2     | 22      | 22 września 2005 (USA) | 29 lipca 2006 (HUN) | 12 października 2006 | 15 marca 2007   |

## Lista odcinków

### Sezon 1:2004–2005
| Lp. | Tytuł oryginalny                  | Polski tytuł                   | Premiera (NBC)       | Premiera w Polsce    | Premiera w Polsce | Kod |
| Lp. | Tytuł oryginalny                  | Polski tytuł                   | Premiera (NBC)       | Canal+               | TVN 7             | Kod |
| --- | --------------------------------- | ------------------------------ | -------------------- | -------------------- | ----------------- | --- |
| 1   | "Pilot"                           | "Pilot"                        | 9 września 2004      | 6 października 2005  | 22 marca 2007     | 101 |
| 2   | "Joey and the Student"            | "Joey i student"               | 16 września 2004     | 13 października 2005 | 23 marca 2007     | 102 |
| 3   | "Joey and the Party"              | "Joey i impreza"               | 23 września 2004     | 20 października 2005 | 26 marca 2007     | 103 |
| 4   | "Joey and the Book Club"          | "Joey i klub książki"          | 30 września 2004     | 27 października 2005 | 27 marca 2007     | 104 |
| 5   | "Joey and the Perfect Storm"      | "Joey i gniew oceanu"          | 7 października 2004  | 3 listopada 2005     | 28 marca 2007     | 105 |
| 6   | "Joey and the Nemesis"            | "Joey i Nemesis"               | 14 października 2004 | 10 listopada 2005    | 29 marca 2007     | 106 |
| 7   | "Joey and the Husband"            | "Joey i mąż"                   | 21 października 2004 | 17 listopada 2005    | 30 marca 2007     | 107 |
| 8   | "Joey and the Dream Girl, Part 1" | "Joey i Ta wyśniona: część 1"  | 4 listopada 2004     | 24 listopada 2005    | 2 kwietnia 2007   | 108 |
| 9   | "Joey and the Dream Girl, Part 2" | "Joey i Ta wyśniona: część 2"  | 11 listopada 2004    | 1 grudnia 2005       | 3 kwietnia 2007   | 109 |
| 10  | "Joey and the Big Audition"       | "Joey i wielkie przesłuchanie" | 18 listopada 2004    | 8 grudnia 2005       | 4 kwietnia 2007   | 110 |
| 11  | "Joey and the Road Trip"          | "Joey i wycieczka"             | 2 grudnia 2004       | 15 grudnia 2005      | 5 kwietnia 2007   | 111 |
| 12  | "Joey and the Plot Twist"         | "Joey i zwrot akcji"           | 9 grudnia 2004       | 22 grudnia 2005      | 6 kwietnia 2007   | 112 |
| 13  | "Joey and the Taste Test"         | "Joey i test smaku"            | 6 stycznia 2005      | 29 grudnia 2005      | 9 kwietnia 2007   | 113 |
| 14  | "Joey and the Premiere"           | "Joey i premiera"              | 13 stycznia 2005     | 5 stycznia 2006      | 10 kwietnia 2007  | 114 |
| 15  | "Joey and the Assistant"          | "Joey i asystent"              | 20 stycznia 2005     | 12 stycznia 2006     | 11 kwietnia 2007  | 115 |
| 16  | "Joey and the Tonight Show"       | "Joey i Tonight Show"          | 3 lutego 2005        | 19 stycznia 2006     | 12 kwietnia 2007  | 116 |
| 17  | "Joey and the Valentine's Date"   | "Joey i walentynki"            | 10 lutego 2005       | 26 stycznia 2006     | 13 kwietnia 2007  | 117 |
| 18  | "Joey and the Wrong Name"         | "Joey i pomyłka z imieniem"    | 17 lutego 2005       | 2 lutego 2006        | 16 kwietnia 2007  | 118 |
| 19  | "Joey and the Fancy Sister"       | "Joey i elegancka siostra"     | 24 lutego 2005       | 9 lutego 2006        | 17 kwietnia 2007  | 119 |
| 20  | "Joey and the Neighbor"           | "Joey i sąsiadka"              | 24 marca 2005        | 16 lutego 2006       | 18 kwietnia 2007  | 120 |
| 21  | "Joey and the Spying"             | "Joey i szpiegowanie"          | 21 kwietnia 2005     | 23 lutego 2006       | 19 kwietnia 2007  | 121 |
| 22  | "Joey and the Temptation"         | "Joey i pokusa"                | 5 maja 2005          | 2 marca 2006         | 20 kwietnia 2007  | 122 |
| 23  | "Joey and the Breakup"            | "Joey i rozstanie"             | 12 maja 2005         | 9 marca 2006         | 23 kwietnia 2007  | 123 |
| 24  | "Joey and the Moving-In"          | "Joey i przeprowadzka"         | 12 maja 2005         | 16 marca 2006        | 24 kwietnia 2007  | 124 |

### Sezon 2: 2005–2006
| Lp. | Tytuł oryginalny                             | Polski tytuł                   | Premiera (NBC)       | Premiera w Polsce    | Premiera w Polsce | Kod |
| Lp. | Tytuł oryginalny                             | Polski tytuł                   | Premiera (NBC)       | Canal+               | TVN 7             | Kod |
| --- | -------------------------------------------- | ------------------------------ | -------------------- | -------------------- | ----------------- | --- |
| 25  | "Joey and the Big Break, Part 1"             | "Joey i wielka klapa, część 1" | 22 września 2005     | 12 października 2006 | 20 maja 2008      | 201 |
| 26  | "Joey and the Big Break, Part 2"             | "Joey i wielka klapa, część 2" | 22 września 2005     | 19 października 2006 | 21 maja 2008      | 202 |
| 27  | "Joey and the Spanking"                      | "Joey i porządne lanie"        | 29 września 2005     | 26 października 2006 | 22 maja 2008      | 203 |
| 28  | "Joey and the Stuntman"                      | "Joey i dubler"                | 6 października 2005  | 2 listopada 2006     | 23 maja 2008      | 204 |
| 29  | "Joey and the House"                         | "Joey i dom"                   | 13 października 2005 | 9 listopada 2006     | 26 maja 2008      | 205 |
| 30  | "Joey and the ESL"                           | "Joey i lekcje angielskiego"   | 20 października 2005 | 16 listopada 2006    | 7 maja 2008       | 206 |
| 31  | "Joey and the Poker"                         | "Joey i poker"                 | 3 listopada 2005     | 30 listopada 2006    | 28 maja 2008      | 207 |
| 32  | "Joey and the Sex Tape"                      | "Joey i kaseta porno"          | 10 listopada 2005    | 7 grudnia 2006       | 29 maja 2008      | 208 |
| 33  | "Joey and the Musical"                       | "Joey i musical"               | 17 listopada 2005    | 14 grudnia 2006      | 30 maja 2008      | 209 |
| 34  | "Joey and the Bachelor Thanksgiving"         | "Joey i kawalerskie święta"    | 24 listopada 2005    | 21 grudnia 2006      | 2 czerwca 2008    | 210 |
| 35  | "Joey and the High School Friend"            | "Joey i kumpel z liceum"       | 8 grudnia 2005       | 28 grudnia 2006      | 3 czerwca 2008    | 211 |
| 36  | "Joey and the Tijuana Trip"                  | "Joey i wycieczka do Tihuany"  | 15 grudnia 2005      | 4 stycznia 2007      | 4 czerwca 2008    | 212 |
| 37  | "Joey and the Christmas Party"               | "Joey i świąteczna impreza"    | 15 grudnia 2005      | 11 stycznia 2007     | 5 czerwca 2008    | 213 |
| 38  | "Joey and the Snowball Fight"                | "Joey i bitwa na śnieżki"      | 7 marca 2006         | 18 stycznia 2007     | 6 czerwca 2008    | 214 |
| 39  | "Joey and the Dad"                           | "Joey i tata"                  | nie wyemitowano      | 25 stycznia 2007     | 9 czerwca 2008    | 215 |
| 40  | "Joey and the Party for Alex"                | "Joey i impreza dla Alex"      | nie wyemitowano      | 1 lutego 2007        | 10 czerwca 2008   | 216 |
| 41  | "Joey and the Big Move"                      | "Joey i duży krok"             | nie wyemitowano      | 8 lutego 2007        | 11 czerwca 2008   | 217 |
| 42  | "Joey and the Beard"                         | "Joey i blef"                  | nie wyemitowano      | 15 lutego 2007       | 12 czerwca 2008   | 218 |
| 43  | "Joey and the Critic"                        | "Joey i krytyk"                | nie wyemitowano      | 22 lutego 2007       | 13 czerwca 2008   | 219 |
| 44  | "Joey and the Actor's Studio"                | "Joey i Actor's Studio"        | nie wyemitowano      | 1 marca 2007         | 16 czerwca 2008   | 220 |
| 45  | "Joey and the Holding Hands"                 | "Joey i trzymanie się za ręce" | nie wyemitowano      | 8 marca 2007         | 17 czerwca 2008   | 221 |
| 46  | "Joey and the Wedding" "Joey and the Finale" | "Joey i finał"                 | nie wyemitowano      | 15 marca 2007        | 18 czerwca 2008   | 222 |